# Albert Walwein
Albert Walwein, né en 11 juin 1851 à Rully et mort le 21 février 1916 à Paris, est un architecte français.

## Biographie
François Albert Walwein naît le 11 juin 1851, à Rully (Saône-et-Loire).
En 1894, il participe à l'exposition des projets pour l'Exposition universelle de 1900 au palais de l'Indutrie. Il décède le 21 février 1916 dans le 16e arrondissement de Paris.
Installé dans la capitale, parmi ses adresses connues figurent le 67, rue du Ranelagh (16e) et le 23, rue Benjamin Franklin (16e).

## Réalisations
À Paris :

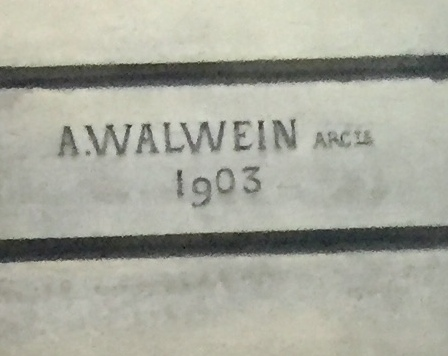
Épigraphe de signature sur l'une de ses réalisations, 89 rue du Faubourg-Poissonnière.

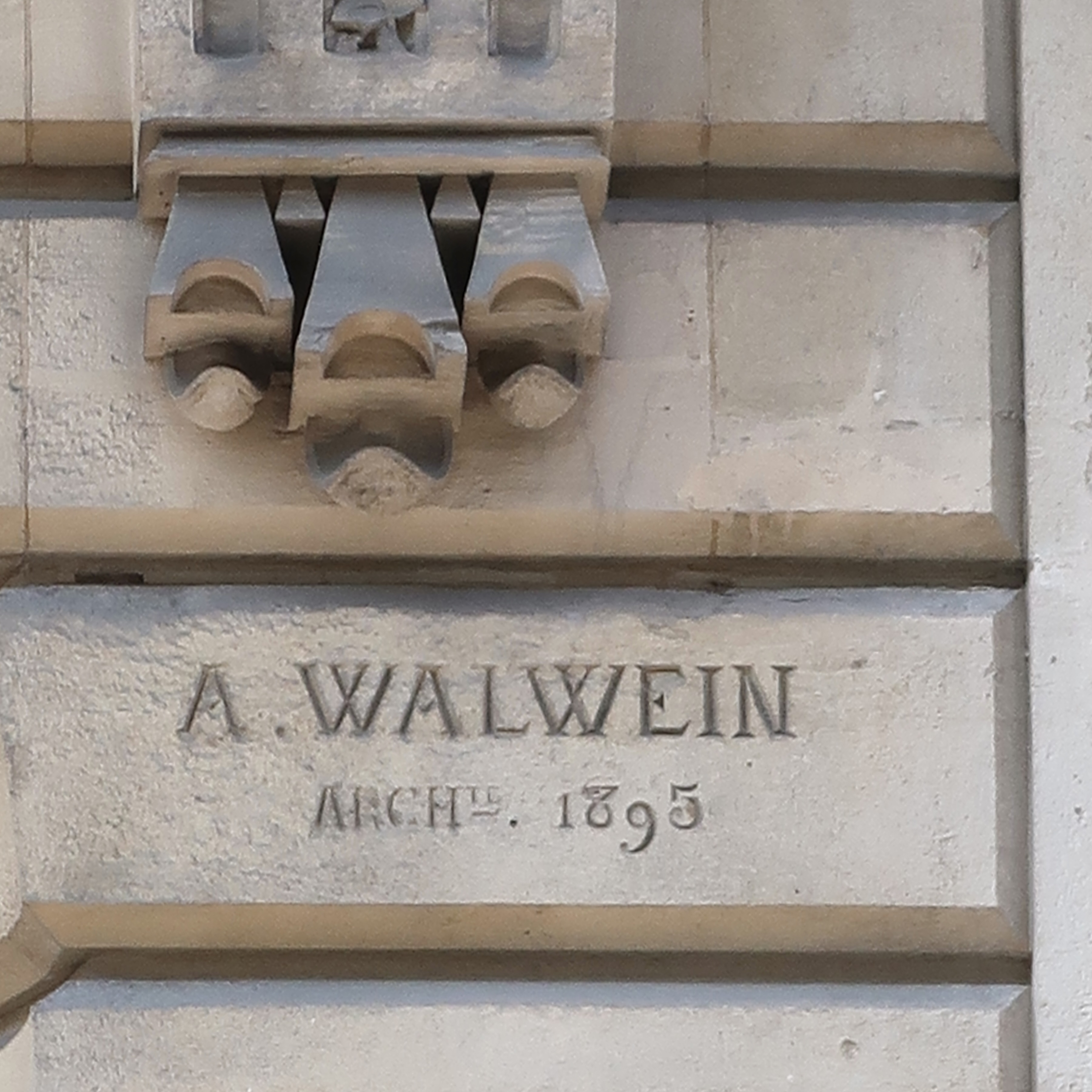
Épigraphe 105 rue de la Pompe (Paris).

- 1893 : immeuble sis 67 rue du Ranelagh (Paris 16e)
- 1895 : immeuble sis 105 rue de la Pompe (Paris 16e)
- 1896 : immeuble sis 20 boulevard du Montparnasse (Paris 15e)
- 1897 : immeuble sis 116 rue Réaumur, à l'angle avec la rue du Sentier[3] (Paris 2e)
- 1898 : immeuble sis 101 rue Réaumur, à l'angle avec la rue de Cléry[4] (Paris 2e)
- 1903 : immeuble sis 8 avenue des Ternes (Paris 17e)
- 1903 : immeuble sis 8 rue du Faubourg-Poissonnière (Paris 9e)
- 1906 : immeuble sis 10 avenue des Ternes et 2 rue Poncelet (Paris 17e)

## Distinctions
- Officier de la Légion d'honneur (décret du 8 juillet 1889)[1]